# Bryosphaeria setifera
Bryosphaeria setifera är en svampart som beskrevs av Döbbeler 1978. Bryosphaeria setifera ingår i släktet Bryosphaeria, klassen Dothideomycetes, divisionen sporsäcksvampar och riket svampar.   Inga underarter finns listade i Catalogue of Life.